# Ornithogalum reverchonii
Ornithogalum reverchonii är en sparrisväxtart som beskrevs av Johan Martin Christian Lange. Ornithogalum reverchonii ingår i släktet stjärnlökar, och familjen sparrisväxter. Inga underarter finns listade i Catalogue of Life.